# (73778) 1994 PP37
(73778) 1994 PP37 – planetoida z pasa głównego asteroid okrążająca Słońce w ciągu 3,81 lat w średniej odległości 2,44 j.a. Odkryta 10 sierpnia 1994 roku.